# Histoire du Haut-Altaï
Sauf précision contraire, les dates de cet article sont sous-entendues dans le calendrier grégorien.
L'histoire du Haut-Altaï est l'histoire de la région de Sibérie méridionale devenue sujet de la Russie sous le nom de république de l'Altaï. La région, qui fut longtemps connue comme le Haut-Altaï, d'après les montagnes de l'Altaï, fut probablement peuplée par des peuples paléo-Sibériens au Paléolithique supérieur, mais sa préhistoire reste encore mal connue. Après les Scythes dès le VIIIe siècle av. J.-C., de nombreux royaumes mongols puis turcs se sont succédé sur ce territoire montagneux. Des conquêtes de Gengis Khan jusqu'au XVIIIe siècle, le Haut-Altaï fut sous la domination de khanats mongols. Après la déroute du Khanat dzoungar face à la dynastie Qing lors des guerres Dzoungar-Qing, les chefs de tribu décidèrent de rejoindre l'empire russe, annexion faite le 21 juin 1756 (2 juillet dans le calendrier grégorien). Le Haut-Altaï est ainsi la seule région sibérienne à avoir rejoint volontairement la Russie. Elle possède le statut de république depuis le 12 décembre 1993.

## Préhistoire

### Paléolithique

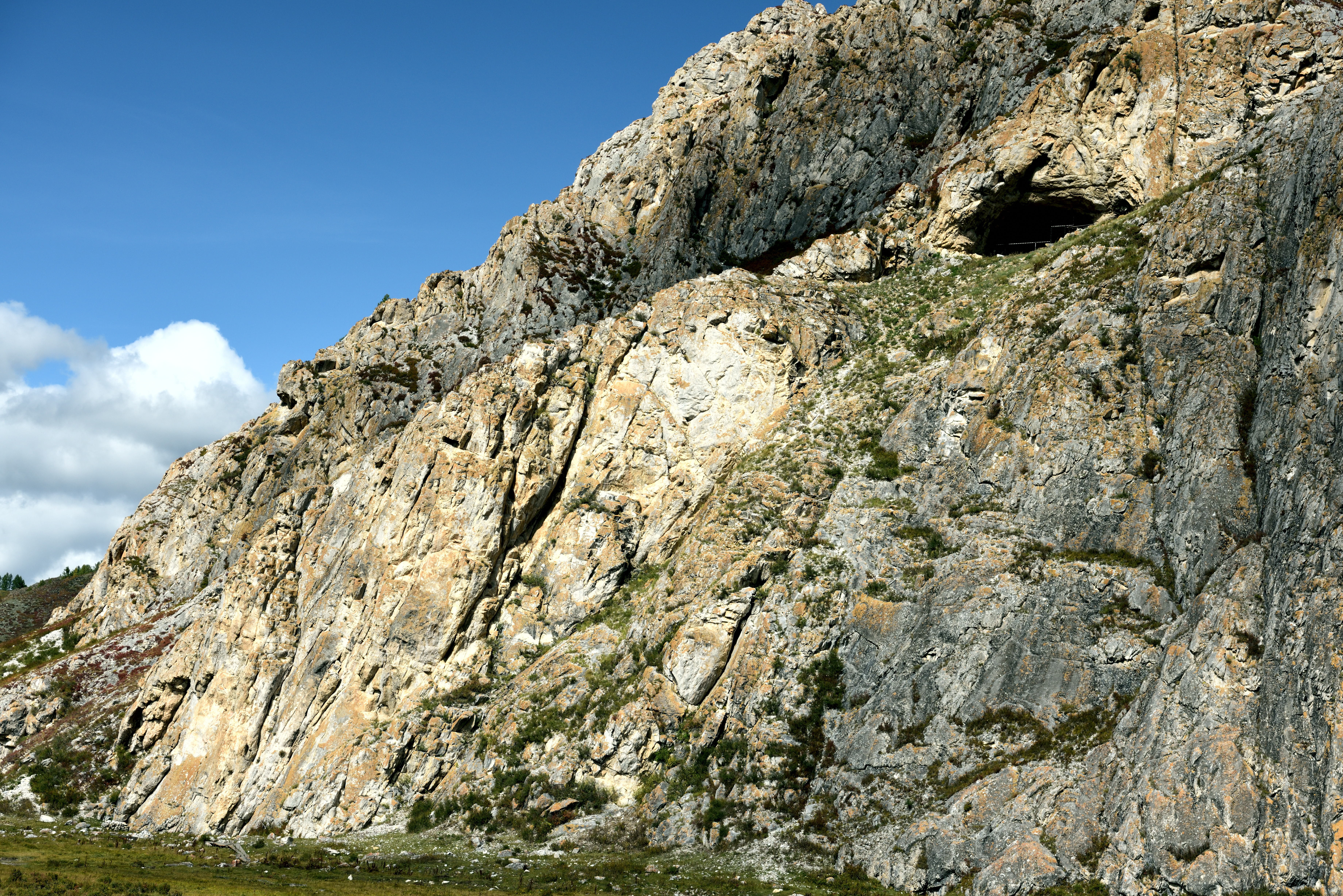
Grotte d'Oust-Kan.

Les vallées de la république de l'Altaï sont occupées par le genre Homo depuis au moins 300 000 ans. L'une des traces de ces populations est le site d'Oulala, à Gorno-Altaïsk, daté imprécisément entre 300 000 ans et 1,5 million d'années selon les estimations. Ces hommes vivaient dans des grottes, fréquentes dans la région, mais aussi en plaine. Ils utilisaient divers outils en pierre et vivaient de chasse et de cueillette. Il y a environ 300 000 ans, les vallées de l'Oursoul et de l'Anouï étaient occupées, comme l'attestent notamment la grotte de Denisova ou la grotte d'Oust-Kan. Cette dernière dominait la vallée de la Tcharych à 52 mètres de hauteur au-dessus de la vallée. Pendant les périodes interglaciaires, le climat pouvait être suffisamment chaud l'été et soutenir ainsi une faune abondante dans les forêts. La grotte d'Oust-Kan, tout comme d'autres de la région, a livré des vestiges moustériens, des pétroglyphes plus récents, et divers artéfacts. Cependant, ces grottes étaient des abris temporaires au cours d'une vie nomade. Au début du Paléolithique supérieur, il y a environ 45 000 ans, cette région a vu l'arrivée d'Homo sapiens, qui a remplacé l'Homme de Néandertal et l'Homme de Denisova.

### Âge du bronze
Au début de l'Âge du bronze, au IIIe millénaire av. J.-C., une nouvelle culture s'est installée dans la région de l'Altaï, la culture d'Afanasievo, principalement dans des vallées fluviales comme celles de la Biia et de la Katoun. Ils se sont installés sur des sites comme ceux des actuels villages d'Elo, ou encore en montagne, à Balyktouïoul. Ces populations vivaient de l'élevage et s'installaient sur des pâturages. Parmi les sites archéologiques de cette culture, on trouve la mine de Vladimirovka (raïon d'Oust-Kan), qui était exploitée pour son cuivre au IIIe millénaire av. J.-C., et qui est la plus ancienne mine découverte en Sibérie. Ils ont aussi laissé de nombreux kourganes avec des fosses funéraires à l'intérieur, contenant bijoux, céramiques et outils.

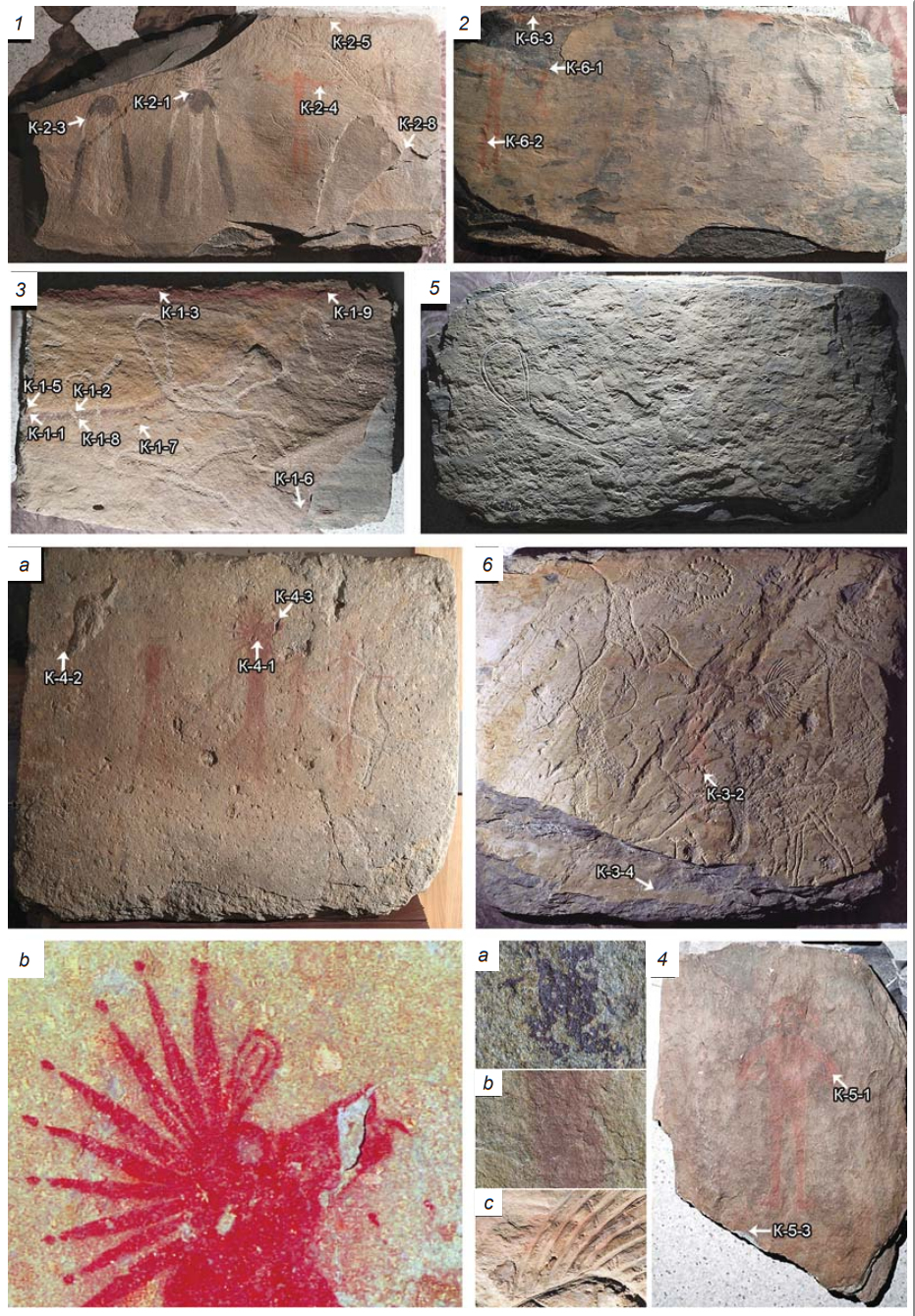
Pétroglyphes de la culture de Karakol.

Vers le milieu de ce millénaire, cette culture a été remplacée par la culture de Karakol (en), avec des vestiges trouvés à Karakol, Ozernoïe (raïon de Maïma) ou encore à Bech-Ozek. Ils ont laissé de nombreux kourganes, ornés de pétroglyphes d'animaux et de créatures mythiques. Ils ont aussi laissé des pétroglyphes d'humains, de guerriers, de chasseurs et, vers la fin de l'âge de bronze, des chars ont commencé à être dessinés, ce qui atteste la présence de la culture d'Andronovo.
Sous la culture d'Andronovo, les groupes d'éleveurs nomades apparaissent, et l'Altaï devient alors un carrefour entre différentes civilisations. Une branche septentrionale de la Route de la soie passe par ces montagnes. Les habitants de l'Altaï entretiennent de fortes relations commerciales avec l'Asie centrale et la Chine.

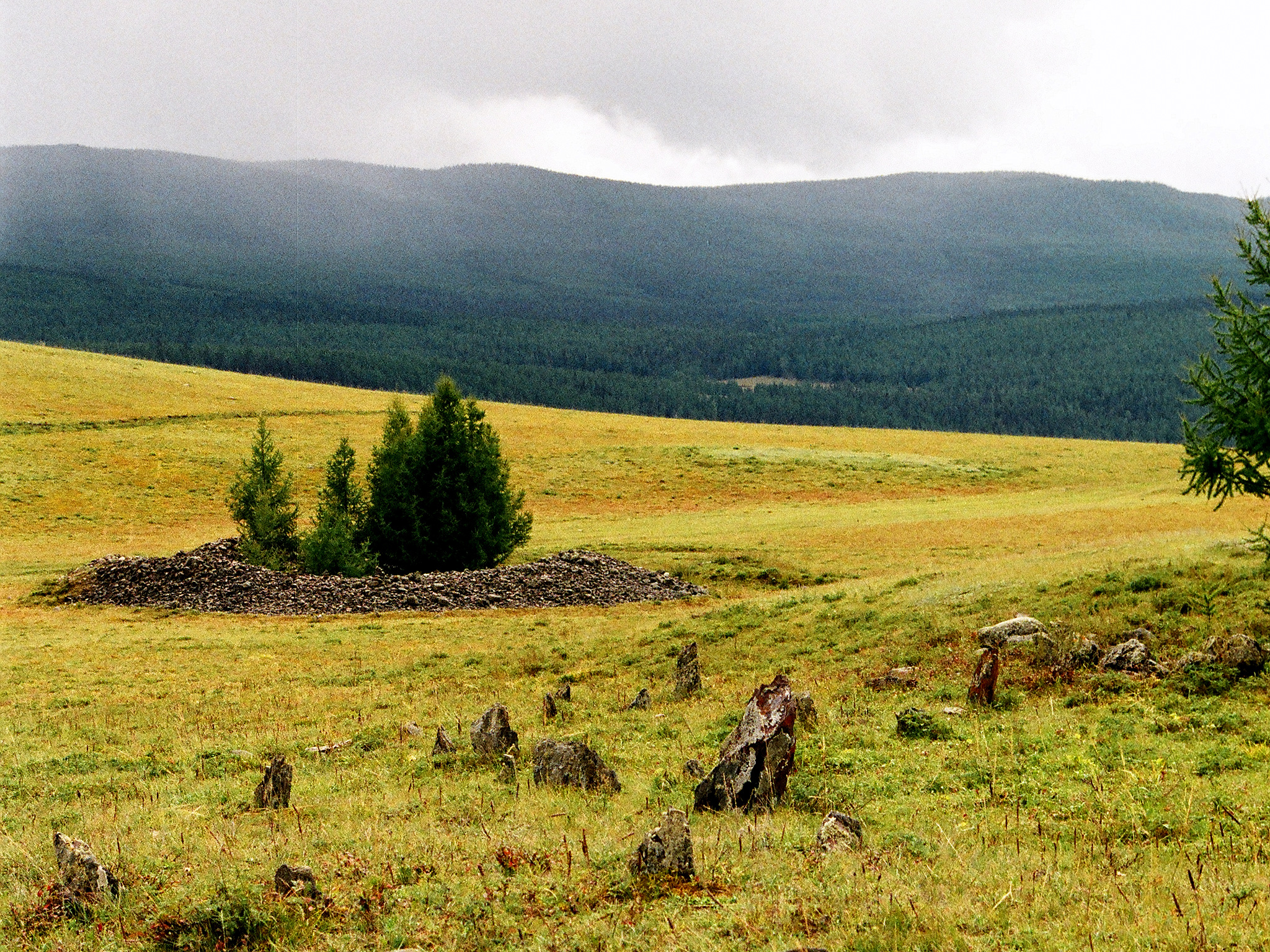
Tumulus pazyryk à Balyktouïoul.

Au Ier millénaire av. J.-C., des tribus nomades Scythes appartenant à la culture Pazyryk sont attestées dans l'Altaï, aux alentours du Ve siècle av. J.-C. L'origine de ces tribus indo-européennes, composées d'éleveurs nomades, est mal cernée, mais les traces qu'ils ont laissées à travers toute la république de l'Altaï sont bien visibles. Leurs œuvres sont composées de pétroglyphes, représentant cerfs, animaux fantastiques, aigles, panthères des neiges. Ils ont aussi laissé de nombreux tumulus, de toutes tailles, souvent réservés à la noblesse, et dont l'intérieur est riche de différents artéfacts, dont des matériaux organiques conservés dans le pergélisol. On trouve de tels tumulus à Bolchoï Oulagan, Balyktouïoul, Katanda, Chibe, Kouraï, Tuyekta, ou encore vers Oust-Koksa.
Les scythes travaillaient l'or, commerçaient les fourrures d'animaux, et vivaient de l'élevage, principalement de chevaux et de moutons. Ce mode de vie se voit sur les pétroglyphes laissés, comme ceux du site de Kalbak-Tash. Une de leurs traces majeures est la tombe d'une jeune femme noble pazyryk embaumée, trouvée en 1993 sur le kourgane d'Ak-Alaha, au plateau de l'Oukok. Quelques menhirs ont aussi été trouvés dans la région,. Au Ve siècle av. J.-C., les Pazyryk entrèrent en contact avec les Samoyèdes vivant dans le sud de la Sibérie, notamment dans les plaines de l'Ob. Ils échangèrent plats ou céramiques, et cohabitèrent un temps pacifiquement. Mais la situation dégénéra rapidement, les Samoyèdes attaquant les contreforts nord-est de l'Altaï, en incendiant les villages et en asservissant les peuples locaux. Cette invasion se serait déroulée aux alentours de 455 av. J.-C., comme l'attestent des vestiges d'habitations carbonisées.
Véronique Schiltz, spécialiste des Scythes et des cultures nomades dans l'Antiquité, suggère que les Altaïens d'alors peuvent être rapprochés aux Argippéens évoqués dans les Histoires d'Hérodote, historien grec de l'Antiquité.

## Des Xiongnu aux Mongols

### Domination Xiongnu
Au IIIe siècle av J.-C., l'union des Xiongnu, une confédération de tribus mongols, possibles ascendants des Huns, conquit la région vers 209 avant J.-C., avec Modu Chanyu comme chef. Cette conquête provoque le départ massif de population pazyryks, qui fuient l'avancée des troupes. Ces peuples migrant s'établirent dans l'Asie centrale et dans le sud de la Sibérie occidentale, sur les terres des Samoyèdes, et les peuples indo-iraniens disparurent ainsi de la région. En même temps, des populations, outre les Xiongnu, se sont installés dans l'Altaï. La population la plus importante étaient les Dinglings (en), venant de la vallée du Ienisseï et de culture de Tagar, qui furent défaits en 203 ou 202 av J.-C., et devinrent des sujets des Xiongnu. Les Xiongnu déplacèrent cette population vers le bassin de l'Ob, dont les vallées de l'Altaï. Ces conquêtes des Xiongnu furent autorisés grâce à l'instabilité en Chine, leur ennemi, avec la guerre Chu-Han, et les victoires gagnées sur les Yuezhi.
L'Altaï, avec ces changements ethniques entre alors dans la culture Boulan-Koba, et elle le restera jusqu'au milieu du Ier millénaire. La culture fut nommée d'après le nom d'un site funéraire de cette culture dans le raïon d'Ongoudaï, et elle laisse tout comme ses prédécesseuses des kourganes et des pétroglyphes, avec au total plus de 40 sites archéologiques dénombrés. La population vivait dans des villages, sur les territoires actuels de la rivière Youstyd, à Bertek sur l'Oukok, à Maïma, vers le lac Koutcherla, et surtout danns le raïon d'Ongoudaï. Leurs cimetières ont aussi été retrouvés au Bely-Bom, passage étroit de la voie de la Tchouïa, à Tchender, à Oust-Edigan ou aussi dans la steppe d'Ouïmon. La guerre pendant cette époque était courante, et les hommes, mort souvent de guerres, étaient enterrés avec leurs armes. La principale activité à cette époque était l'agriculture, avec des cultures de blé, d'orge et de mil. Ils vivaient aussi de l'élevage d'animaux, de la chasse, de la cueillette et de l'artisanat, avec des arcs, ceintures, flèches, instruments musicaux, sacs ou des selles. La métallurgie était pratiquée, principalement avec le fer.

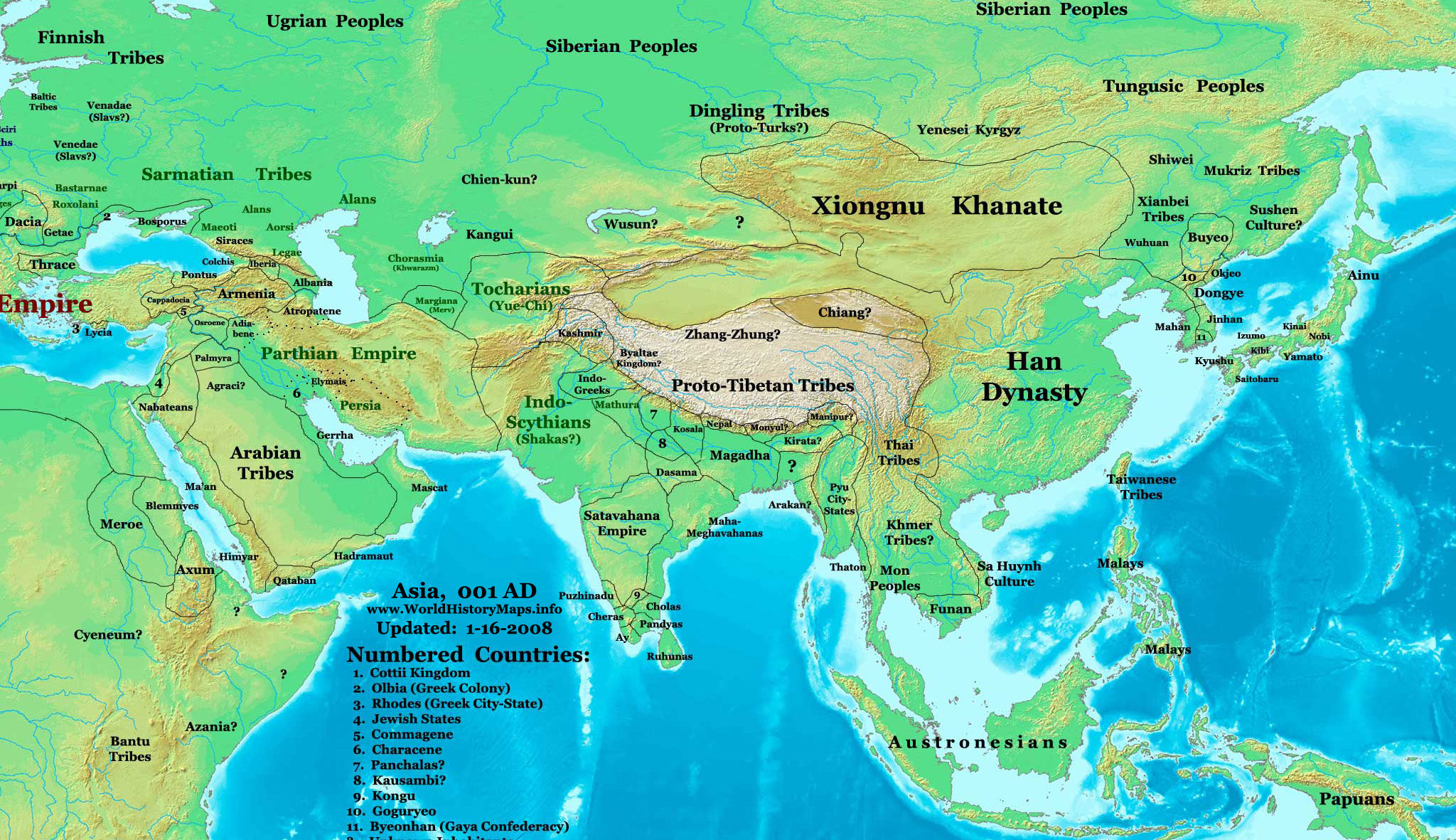
L'Asie en l'an 1.

Cette culture se divisa en trois périodes, dont la première est celle d'Oust-Edigan, qui dura du IIe siècle av. J.-C. au Ier siècle, et qui vit un essor dans un premier temps, grâce à l'épanouissement de la confédération. Cet épanouissement est dû à un un traité de paix avec la dynastie Han en 198 av. J.-C., à la victoire finale des Xiongnu sur les Yuezhi en -123, mais l'essor est ralenti lorsque la guerre Han-Xiongnu éclate en 133 av. J.-C., avec la bataille avortée de Mayi, où les Xiongnu fuient. La stabilité revient en 53 av. J.-C., quand Hu Hanye, chanyu, décide de devenir vassal de la Chine. Mais cette stabilité n'est pas de longue durée, son frère Zhizhi se révolte, ce qui conduit en -36 à la bataille de Zhizhi au Kazakhstan, où les Hans sortent vainqueurs. La stabilité devient même à nouveau un essor pendant la courte période de la dynastie Xin en Chine, où le pays est plongé dans une guerre civile.
Celle période finit en l'an 48, quand la confédération éclate sur fond de querelles d'héritier du trône. Le nouvel État qui en prend la place est celui des Xiongnu du Nord, et la nouvelle période qui s'établit dans l'Altaï est celle du Bely-Bom. Les populations sont alors prises dans un État en déclin, avec deux grandes batailles perdues ; en 73 et en 89. La première, la bataille de Yiwulu (en), dans le Xianjang, entraîne la perte de celui-ci au profit de la Chine. La seconde est la bataille des monts Altai, qui opposent les Xiongnu du Nord aux Han avec leurs alliés ; les Xiongnu du Sud. La bataille se solde par 13 000 troupes du Nord tuées, et 200 000 redditions de la part de 81 tribus. La région n'est cependant pas prise par les Hans, et la confédération du Nord continue encore d'exister, avec à sa tête le Chanyu du Nord (en), qui règne depuis 88. Mais en 91, Dou Xian (en), le général victorieux de la seconde bataille, part avec ses troupes pour capturer les Xiongnu du Nord qui ne sont pas rendus en 89, dont le chanyu du Nord, et les inflige une défaite importante, le chanyu du nord fuyant. Un autre chanyu succède entre 91 et 93 à la tête de confédération, mais il est tué par les Xianbei lors d'une bataille.

### Succession d'empires
La confédération est alors désintégrée, et ce sont les Xianbei qui fondent leur confédération sur les ruines de l'ancienne. Ils incorporent alors cent mille Xiongnu dans leurs rangs. Pendant ce nouvel État, la culture Boulan-Koba continue, et ils, les Xianbei, ont laissé des traces avec leurs nombreuses armes comme les flèches. La culture Boulan-Koba s'éteint avec l'arrivée des Ruanruan au pouvoir du IVe au VIe siècle.

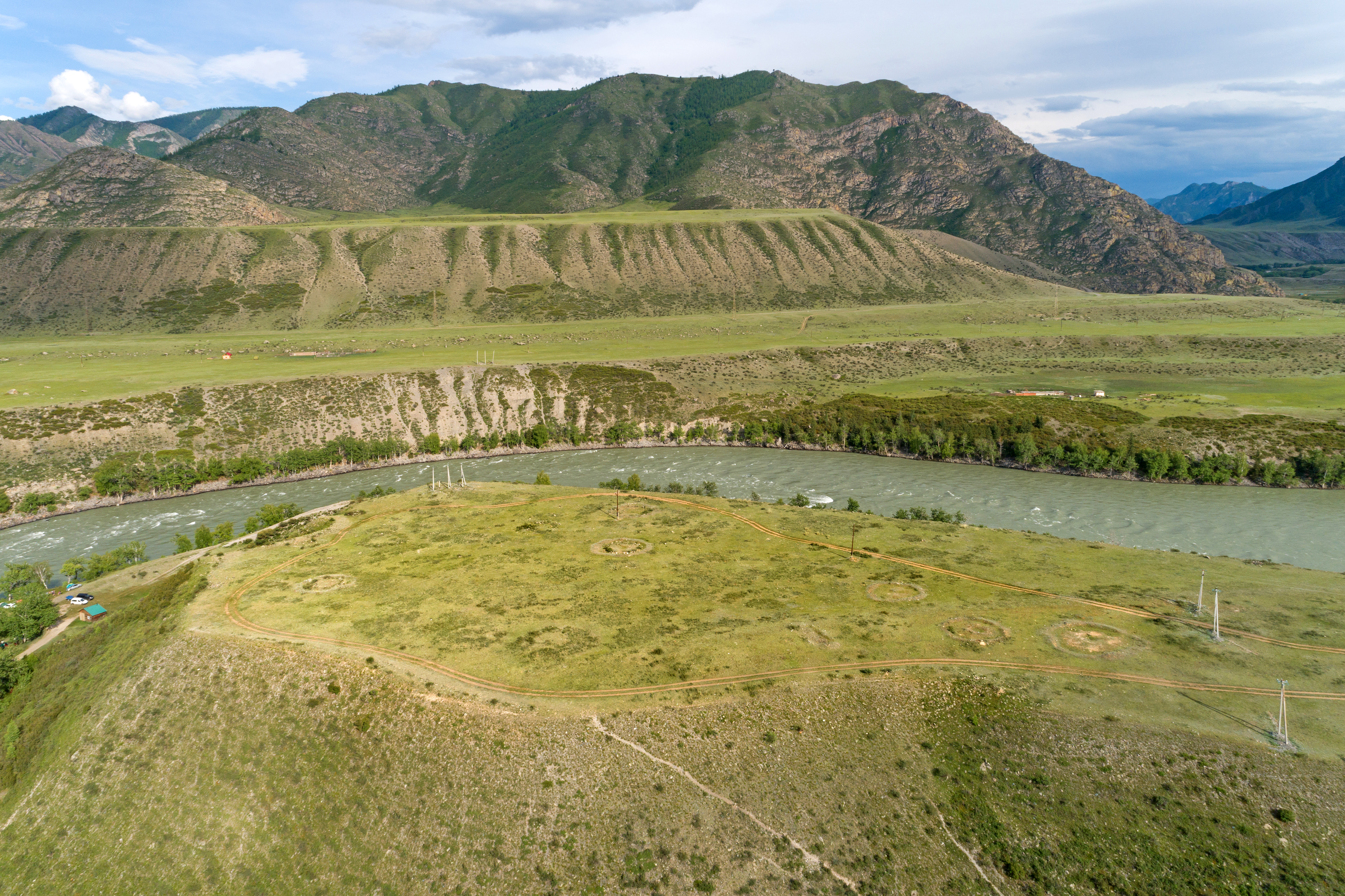
Ancien emplacement du fort de Ialoman datant du Moyen Âge.

En 552, le Khaganat turc de Tukue, dirigé par le clan Ashina s'établit en partie sur les terres de l'Altaï. Ces Türks adoptent le bouddhisme et une écriture ruique, l'alphabet de l'Orkhon. Une instabilité politique du khaganat permet à la dynastie Tang de défaire le khaganat.
En 745, les Ouïghours, venus d'Asie centrale, prennent le territoire, fondant le Khaganat ouïgour. Ces derniers érigeng des villes fortifiées et des routes. En 763, le manichéisme devient religion d’État.
En 840, les Kirghizes du Iénisseï s'emparent de l'ancien Khaganat ouïgour, y compris de l'Altaï. Mais au début du Xe siècle, les tensions permettent aux Kidan de prendre le cotrôle de l'Altaï. Ils sont remplacés par les Najman, qui domine l'Altaï jusqu'à l'arrivée des Mongols au XIIIe siècle. Les Najman auraient par ailleurs adopté le nestorianisme.

#### États mongols
En 1204, l'Empire mongol conquit les terres des Najman. En 1207, sur la demande de Gengis Khan, son fils Djötchi prend possession des territoires des Oïrats, Télés, Bouriates et autres populations de l'Altaï. La religion à cette époque dans l'Altaï est le chamanisme pour le peuple, tandis que l'aristocratie hésite entre les différentes religions présentes, avec le manichéisme, le nestorianisme et le bouddhisme.
Au début du XIVe siècle, l'empire de Djötchi se divise en deux. La Horde Blanche récupère les terres de l'Altaï à la Volga, et conserve l'Altaï jusqu'au début du XVe siècle. À ce moment-là, les Oïrats s'emparent du territoire, et gardent en place le système militaro-administratif hérité de l'Empire de Gengis Khan.
puis après l'effondrement de cet empire, la dynastie Yuan récupère les terres altaïques, puis elle change de nom pour devenir la dynastie Yuan du Nord. Progressivement pendant le XIVe siècle, les Quatre oïrats prennent possession des terres. Ces 4 familles mongoles domine l'Altaï jusqu'au XVIe siècle, quand certaines tribus qui la compose migrent vers le Tibet, créant le Khanat qoshot, ainsi que vers le nord de la Caspienne, en créant le Khanat kalmouk. Les peuples et tribus qui restent fondent en 1634 le Khanat dzoungar, mais rapidement, la Principauté des Télenguites (ru) cherchent à s'imposer dans l'Altaï, que ce soit dans la plaine mais aussi dans les montagnes. Diverses guerres opposent les deux États, et en 1703, la Khanat dzoungar chasse les Télenguites (soit près de 20 000 personnes) des vallées de l'Altaï, qui doivent eux se replier dans la plaine de l'Ob, dans la région des villes actuelles de Biïsk, Barnaoul ou encore Novossibirsk. La principauté ne subsiste alors que dans les plaines. Mais très vite, le Khanat la Principauté s'unissent face à l'Empire russe, qui cherche à s'accroître en Sibérie. Ainsi en 1710 par exemple, la forteresse russe de Bikatoun (aujourd'hui la ville de Biïsk) est ravagée par les deux alliés, et des raids sont commis sur les caravanes russes qui se dirigent vers l'ouest.

#### Intégration à l'Empire russe
Et depuis 1688, des guerres font rage entre le Khanat Dzoungar et l'empire Qing, mettant en péril l'État Dzoungar. La première guerre, de 1688 à 1697 est une défaite cuisante pour le Khanat, avec la perte de territoires en Mongolie, la deuxième guerre, de 1715 à 1739 permet la récupération de la plupart des terres perdues, avec des prises importantes et stratégiques comme la prise de Lhassa en 1717. Cependant, les hostilités entre les deux états reprennent entre 1755 et 1759. Cette dernière guerre est une cuisante défaite pour le Khanat, qui est conquis, et qui subit d'énormes pertes, avec entre 420 000 et 480 000 morts, soit entre 70 % et 80 % de la population du Khanat. Sentant le vent tourner, les zaïsans de l'Altaï, des chefs de tribus mongols importants et ayant un fort pouvoir, qui contrôle dans les faits la région décident en janvier 1756 d'intégrer volontairement l'Empire russe en 1756 afin de ne pas être conquis par l'empire Qing, et ainsi d'éviter d'énormes pertes. Ces zaïsans sont au nombre de 13, et demandent explicitement l'admission, la citoyenneté et la protection. Le 3 mai 1756 (14 mai dans le calendrier grégorien), le conseil des zaïsans confirme la demande, et le 24 mai 1756 (4 juin dans le calendrier grégorien), l'état-major de Sibérie fixe les conditions de l'intégration des dzoungars au sein de la Russie.
Ces zaïsans ont fait un appel à la population, lui demandant d'être pacifique envers les Russes et affirmant qu'ils, les Zaïsans, se rangeront aux côtés des Russes si des Altaïens se révoltent : « 1756 du mois moyen d'été du 19e jour, les Zaïsans Ourkhaïev Ombin, frère de Monkhogin, fils de Khazagi, Ombin, le fils de Bolot et de Telengoutov, le zaïsan Khotoukov, frère de Khoudaïgounov, fils de Mamout et de Bouroutov, le zaïsan Nokhoydov, fils de Gendyouchko, selon cette lettre à la grande impératrice de toute la Russie, l'entrée de la citoyenneté avec tous nos oulous, avec des femmes et des enfants dans l'enfantement éternel, et à la demande de la grande impératrice, où il sera ordonné, il s'y installeront, et devant les commandants russes, quels ordres seront faites, elles seront exécutées de toutes les manières, et dans tous les cas, ne faites de reproches à personne et, selon leurs coutumes, ne montrez aucune injure ni méchanceté aux Russes. Si, en violant cela, nous causons des contradictions ou des actes déshonorants, alors la grande impératrice, dans ses propres droits, daigne d'agir avec nous. En gage d'onago, nos nobles zaïsans ont prêté serment devant Bourkhany et ont signé. »

## L'Altaï russe

### Empire russe
Le territoire devient ainsi en 1756 une partie de l'Empire russe le 21 juin 1756, lorsque les zaïsans se réunissent dans la forteresse de Biïsk afin de se soumettre au pouvoir Russe. En septembre suivant, d'autres zaïsans en font de même. En octobre dans la forteresse d'Oust-Kamenogorsk, d'autres zaïsans prêtent allégeance, et à la fin 1756, on compte ainsi 5530 personnes devenus sujets de l'Impératrice sur le territoire incorporé. À l'été 1757, 7011 personnes sont devenus sujets selon le gouverneur d'Orenbourg.
Le territoire actuel de la république de l'Altaï, tout comme le reste de l'Altaï devenu russe est alors intégré à l'ouïezd de Kouzntesk (ru), au sein du Gouvernement de Sibérie. Cette adhésion a permis à la Russie de s'implanter en Asie centrale avec la position stratégique qu'a l'Altaï.
Le 20 mai 1757, un décret demande l'enregistrement de la composition ethnique des Altaïens et de tous les réfugiés dzougariens, dont ceux qui sont allées jusqu'en Kalmoukie. Beaucoup de réfugiés quittant l'Altaï iront d'ailleurs en Kalmoukie.
Pendant la fin des années 1750, des Russes ont été envoyés dans le territoire de l'Altaï afin de convaincre les Altaïens restant dans les montagnes, dont des zaïsans, de passer à la citoyenneté russe, ce qui est une réussite.
En 1760 et 1761, l'Empire russe souhaite mettre une ligne de défense au sein du territoire montagneux, via la construction de diverses installations militaires, dont des forts. Mais à cause, selon « les obstcales naturels », le plan échoue. En parallèle, et jusque dans les années 1790, la Chine des Qing souhaite l'intégration du territoire dans son Empire. Le 1er avril 1791, le chef du Sénat dirigeant demande que soit prévenue toute revendication territoriale, et qu'en cas de résolution pacifique impossible, l'action militaire devra être employé. Face à ce ton employé par la Russie, les Qing arrêtent de clamer le territoire. En 1763, le Sénat applique le Iassak à la région.
Le 26 février 1804, le gouvernement de Tomsk est formé et il occupe alors le territoire actuel de la république de l'Altaï.
Le 22 juillet 1822, une réforme d'ampleur concernant l'administration, approuvé par Alexandre Ier, s'applique à la Sibérie, y compris à l'Altaï. Cette réforme est appliquée différemment selon que les peuples des régions sont sédentaires, nomades ou bien vagabonds.
Pour les Altaïens, ils sont classifiés comme nomades, ce qui leur permet de garder leur droit coutumier. Ils sont aussi exemptés de toute conscription, et bénéficient de la liberté de culte. Dans les faits, ils avaient déjà ces droits auparavant, mais rien dans la lois légiférait ceci. Les Altaïens gardent ainsi leurs zaïsans et leurs Soulgans (ru), des assemblées populaires qui régissent la propriété privée, les domaines de chasses, la collecte des impôts mais aussi qui fait la justice.
À partir de 1834, la région fait partie de l'Okroug minier de l'Altaï, mais qui est cependant subordonnée au gouvernement de Tomsk.
En juillet 1862, à Tchougoutchak, s'entame une série de négociations afin de limiter la frontière entre l'Empire russe et la dynastie Qing (qui possède alors la Mongolie), qui résulte en la signature d'un traité (en) le 25 septembre 1864.
Avec la dissolution en 1896 de l'okroug, le territoire refait partie directement du gouvernement de Tomsk.
Pendant ce temps, la population de l'Altaï croit de plus de 10 fois au cours du siècle, et de plus en plus de Russes arrivent dans la région, ainsi que des descendants de ceux qui avaient immigrés vers l'ouest lors de l'adhésion. Dans l'Altaï, l'élevage et l'agriculture connaissent un renouveau, et les Altaïens se sédentarisent. 46 % des Altaïens possédaient en 1897 des champs.

En 1897, le territoire actuel de la république de l'Altaï compte 587 localités, dont 210 villages ou villes et 377 hameaux ou campements. La population est alors répartis à 45 % dans les villages et villes, le reste étant dans les toute petites localités. Alors qu'en 1832, les Altaïens vivaient quasi exclusivement dans des yourtes, seulement 89 % d'entre eux y vivaient encore dedans, les constructions en pierres et briques commençant à se répandre à travers la région.

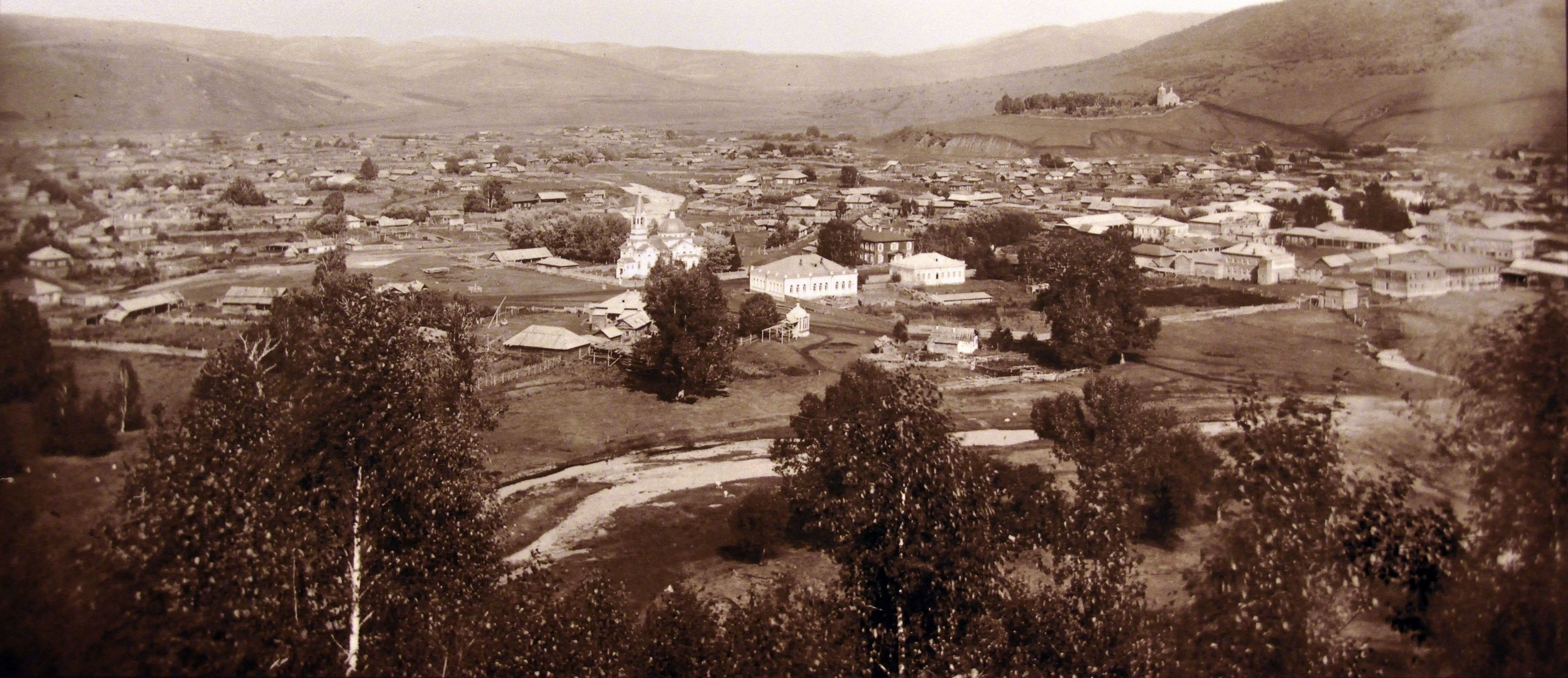
Gorno-Altaïsk au début du XXe siècle.

Le 31 mai 1899, une loi agraire crée un cadastre dans la république de l'Altaï, et les Altaïens possèdent alors désormais leurs propriétés privés.
En 1912, le territoire compte 630 établissements humains, répartis en 263 collectivités locales.
Le 17 juin 1917, la Gouvernement de l'Altaï est formé, récupérant le territoire.

### Époque soviétique
Le 1er juin 1922, une fois la guerre civile terminée dans la région, l'oblast autonome Oïrat est créé, de la division en deux de l'ancienne subdivision impériale. Gorno-Altaïsk, alors nommée Oulala, devient la capitale, et le 2 mars 1932, la région est renommée en oblast autonome d'Oirot (Gorno-Altaïsk s'appelle alors Oirot-Toura), et le 7 janvier 1948, la région devient l'oblast autonome de Gorno-Altaï, alors que la capitale est renommée Gorno-Altaïsk.

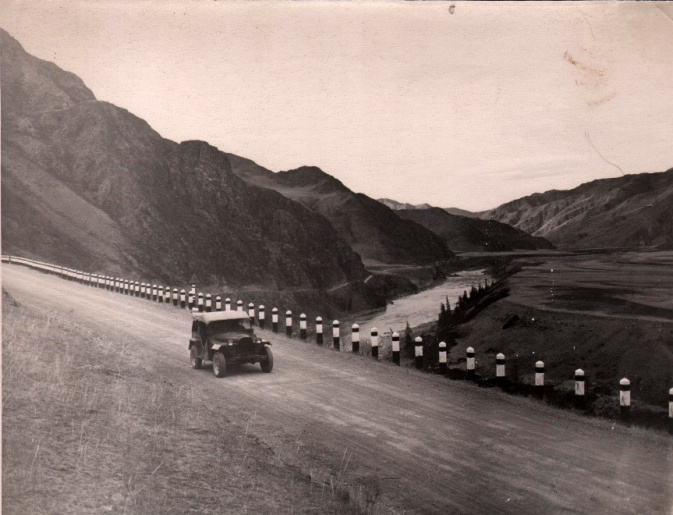
Route de la Tchouïa dans les années 1930.

Pendant les années 1920 et 1930 fut construite la route de la Tchouïa, principal axe de transport du territoire.

#### Collectivisation
Le Haut-Altaï était dans les années 1920 l'une des régions les moins développées de Russie, avec essentiellement de l'agriculture de subsistance. Le pouvoir régional (sibérien) commença à développer la région, en appliquant les idéaux communistes. En 1924, 4 kolkhozes apparurent, et en 1927, il y en avait 29 réunissant 581 fermes, mais réunissant seulement 1,8 % des fermes de l'oblast. Les subventions pour ces fermes collectives étaient importantes ; rien que 215 000 roubles y furent alloués pour la seule année 1928.
Cette collectivisation se passa d'abord chez les populations russes, tandis que les Altaïens étaient moins préoccupés, car il n'y avait pas encore d'obligation. En 1928, seulement 31,3 % des Altaïens avaient rejoint une ferme collective. Cette intégration au système de kolkhoze des Altaïens qui les rejoignaient était marquée par la sédentarisation de ces peuples qui étaient auparavant nomades.
Le comité Sibkraï du PCUS adopta une résolution le 15 décembre 1929 pour accélérer la collectivisation, de manière souvent forcée, avec une échéance mise au 1er octobre 1933. Mais la collectivisation fut lente, même si la construction de kolkhozes se poursuivait. 10 jours après la résolution, les aïmags d'Oust-Kan, d'Ongoudaï et d'Ouïmon (aujourd'hui d'Oust-Koksa) furent déclarés zones de collectivisation complète, alors que seulement 35,8 %, 17,6 % et 9 % respectivement des fermes étaient collectivisées.
Au début de 1930, l'administration fit des réunions afin de faire rejoindre les exploitants dans les kolkhozes, même si les menaces étaient aussi présentes. Ce fut souvent un succès, à Tchemal en deux mois, le taux de collectivisation passa de 43 à 96 %. Dans l'aïmag de Koch-Agatch, il atteignit fin février 1930 81,4 %.
Mais le mécontentement était important chez les koulaks et la paysannerie moyenne qui ne voulaient pas la collectivisation. En conséquence, les autorités firent déposséder en quelque semaines 1166 fermes dans la région. Mais les dépossessions, drastiques, firent monter le mécontentement qui menaçait de se transformer en révolte.
Le 2 février 1930, la collectivisation forcée des terres commença dans l'aïmag de Koch-Agatch, mais riches propriétaires, paysannerie moyenne et la population kazakhe de l'aïmag ne voulaient pas en entendre parler. En conséquence, quelque 300 personnes planifièrent une rébellion. Le 8 mars 1930, la rébellion eut lieu, afin de manifester et de récupérer les bêtes qui avaient été saisies. Pendant l'évènement, le chef du conseil de village de Djana-Aoul fut poignardé à mort. Mais le chef de l'aïmag fut informé la veille de la rébellion, et il put ainsi l'arrêter, à Djana-Aoul ainsi qu'au chef-lieu de Koch-Agatch. Certains parvinrent à s'enfuir vers la Mongolie, d'autres furent envoyés dans les camps et d'autres furent condamnés à mort.
Le comité Sibkraï fit alors marche arrière parmi les dépossessions. Rien que dans l'aïmag d'Oust-Kan, sur 237 fermes saisies, 109 furent rendues aux propriétaires. La restitution des fermes fut une catastrophe politique dans la région ; le taux de collectivisation passant de 90 % des fermes en février à 10 % en avril 1930. Cette chute s'expliquait aussi par l'autorisation des autorités locales que les paysans puissent choisir d'être dans un kolkhoze ou non.
Ce même mois d'avril, des élections furent organisés pour élire les chefs des kolkhozes parmi la population locale. Ce geste permit de faire augmenter le taux de collectivisation à 20,4 % début mai, mais stagnant ensuite avec 22,2 % au 10 juin. Dans quatre aïmags, la chute du taux de collectivisation se poursuivait, tandis qu'il augmentait un peu dans trois autres. Au cours du restant de 1930, le taux général rechuta, atteignant 14 % en décembre.
Le 27 avril 1931, le comité régional de Sibérie occidental du PCUS décida d'éliminer les koulaks, suivant les ordres de Staline. Le comité de l'oblast appliqua la décision des mai, et fin mai, 2 % des exploitants de la région furent expulsés, souvent vers l'Extrême-Orient. Parmi les restants dépossédés, certains furent obligés de rejoindre les kolkhozes, et furent souvent privés du droit de vote. Le taux recommença alors à augmenter, avec 49 % en décembre 1941. La paysannerie moyenne devenait non négligeable dans les kolkhozes, avec 36 % de tous les travailleurs en août 1931. Mais la collectivisation était lente par rapport au reste de la Russie.
La sédentarisation des Altaïens, en particulier des éleveurs, continua, avec en 1932 1500 exploitants devenus sédentaires dans la région. Dans les aïmags de Koch-Agatch, d'Ongoudaï et d'Oulagan, 44 % de la population était sédentaire. Mais la sédentarisation était surtout achevée dans le nord, qui était bien plus influencée par les populations ethniquement russes.
En 1936, le taux de collectivisation était de 83,8 %, et en février 1937, sur les près de 11 000 exploitants Altaïens, 8632 avaient rejoint un kolkhoze, 1608 un sovkhoze, et seulement 732 étaient restés privés. Ces exploitants hors du contrôle de l'État se concentraient dans les aïmags d'Oulagan, d'Ongoudaï de Koch-Agatch où ils menaient soit des modes de vie nomade, soit semi-nomade, soit en suivant la transhumance de leurs troupeaux.

#### De 1945 à la dislocation de l'URSS

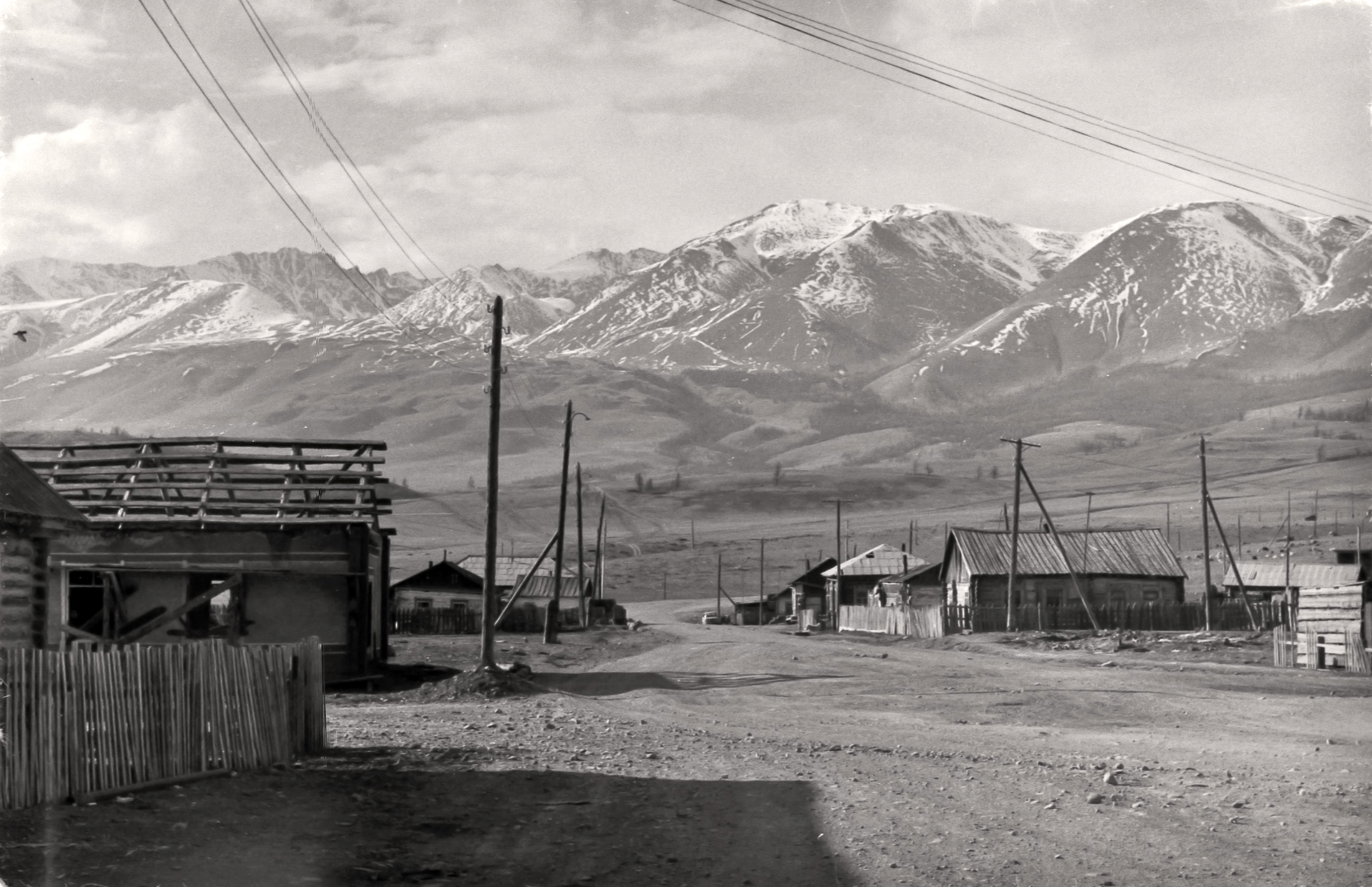
Village de Kouraï, 1989.

Peu avant la fin, le 25 octobre 1990, la région devient une république socialiste soviétique autonome, en même temps de proclamer sa souveraineté, et le 3 juillet 1991, elle devient la république socialiste soviétique autonome du Gorno-Altaï. Après la dislocation de l'URSS, la région devient la république du Gorno-Altaï, et le 12 décembre 1993, la république de l'Altaï. Depuis le 7 juin 1997, la région dispose d'une constitution, d'un drapeau et d'armoiries.
Le 25 octobre 1990 proclame la souveraineté et se transforme en république (RSSA). À partir du 3 juillet 1991 - RSSA du Haut-Altaï.

### Depuis 1991: fédération de Russie
En mai 1992, le nom de république du Haut-Altaï a été instauré, et depuis le 12 décembre 1993 - la république de l'Altaï.
En 2003, un séisme d'une magnitude au foyer de 7,5 sur l'échelle de Richter toucha le sud de la république, mais il n'y eut aucun mort direct.
Le 27 juillet 2023, un hélicoptère transportant 16 personne s'est écrasé dans le village de Tioungour, faisant six morts,,.